# Honda XLV 750 R
La Honda XLV 750 R è una motocicletta enduro stradale prodotta dalla casa motociclistica giapponese Honda Dal 1983 al 1986.

## Storia
Un primo prototipo di questa motocicletta fu presentato al pubblico nell'ottobre del 1982 al "Salon de la Moto" a Parigi.
Inizialmente l'XLV era stato prodotto esclusivamente per il mercato europeo occidentale (tranne il Regno Unito) ma successivamente, dal 1985 al 1986, fu commercializzato anche in Regno Unito e in Australia.
Il primo lotto fu prodotto in 400 unità nel 1983 esclusivamente per il mercato giapponese, e fu denominato "Limited Edition", identificato da una targhetta di metallo dorato saldata sul telaio a destra sotto la sella blu. Tranne questo particolare i modelli "Limited Edition" sono identici ai successivi modelli RD01.
Honda concepì questa motocicletta come una granturismo con limitate capacità di fuoristrada, anche se risulta difficile capire come mai l'XLV fu presentata su un circuito di motocross ad Ibiza nella primavera del 1982. A differenze delle sue dirette competitrici - monocilindriche e dal peso limitato a circa 150 kg - la XLV apparve subito inadatta ad un utilizzo sportivo fuoristrada, a causa del suo peso a pieno carico di 220 kg.
Inizialmente fu commercializzata nei colori della Honda Racing Corporation (HRC), blu-bianco-rosso, con le forcelle e i mozzi delle ruote rossi; a questo primo modello fu aggiunta, come identificazione univoca, la lettera D: XLV 750 R (D). Nel 1985 venne presentata una versione stilisticamente rielaborata, a cui fu aggiunta la lettera F come identificativo: XLV 750 R (F). I nuovi colori erano: nero/blu metallizzato, nero/rosso metallizzato, nero/argento; tutti i modelli avevano motore nero, mozzi neri e cerchioni dorati; venne commercializzata principalmente in Italia, Francia e Australia. Ad esempio la Germania venne esclusa dalla distribuzione ufficiale, probabilmente a causa della bassa domanda di mercato, a sua volta dovuta alla critica negativa della stampa specializzata.
Nel 1986 la Honda terminò la produzione della XLV 750 R (RD01), e fu l'ultimo ed unico modello di motocicletta enduro Honda con trasmissione a cardano. La genealogia "RD" proseguì con modelli aventi esclusivamente trasmissione a catena: NX 650 Dominator (RD02 e RD08), XRV650/750 Africa Twin (RD03, RD04, RD07), XR 650L (RD06), SLR 650/FX 650 Vigor (RD09), XL 650V/XL 750V Transalp (RD10, RD11, RD13), Honda FMX 650(RD12). Da notare che la sigla RD05 non è stata utilizzata per nessun modello commercializzato.
Complessivamente vennero prodotte non più di 10.000 unità (cifra che comprende sia i modelli D che i successivi modelli F).